# Glossina longipennis
Glossina longipennis
Pour les articles homonymes, voir Mouche et Goma Tsé-Tsé.
Espèce
Glossina longipennis est l'une des 23 espèces reconnues de mouches tsé-tsé (genre Glossina). Elle appartient au groupe forestier/fusca (sous-genre Austenina). Cependant, parmi celles du groupe fusca, l'espèce se distingue par sa présence en zones sèches.

## Répartition
La répartition géographique de Glossina longipennis était historiquement centrée au Kenya, mais s'étendait également au nord de la Tanzanie et à de petites zones en Éthiopie, en Somalie, au Soudan du Sud et en Ouganda. Cependant, une revue de la littérature scientifique de 1990 à 2020 n'a confirmé la présence de G. longipennis que dans deux pays : le Kenya et la République-Unie de Tanzanie. Au Kenya, l'espèce a été signalée dans plusieurs zones, notamment l'escarpement de Nguruman, les parcs nationaux de Tsavo Est, de Tsavo Ouest, de Meru et la vallée de la rivière Ewaso Ng’iro, au nord-ouest du mont Kenya. En République-Unie de Tanzanie, G. longipennis a été signalé dans la région de Tanga, au nord-est du pays, tandis que le signalement du parc national des monts Mahale, sur les rives du lac Tanganyika, se situe en dehors de l'aire de répartition historique de G. longipennis et nécessiterait donc une confirmation. Après 2020, la présence de G. longipennis a également été confirmée en Éthiopie, notamment dans le bassin du fleuve Gibe.

## Importance économique
Cette mouche est un vecteur important de la trypanosomiase bovine.